# Return of the Mac
Return of the Mac es el segundo álbum del rapero Prodigy, salió a la venta el 27 de marzo del 2007. Inicialmente, este álbum iba a ser una mixtape; la antesala a H.N.I.C. Pt. 2 pero fue finalmente sacado a la venta. El álbum está producido por The Alchemist, el cual sale en la portada. 
Return of the Mac debutó en el número 32 de Billboard 200, vendiendo 27.000 copias el primer fin de semana, en total el álbum vendió 130.000 copias. Este álbum fue la vuelta a la esencia de Progidy, ya que se decía que desde el 2001 Mobb Deep perdió el estilo que lo definía. 
EL disco tiene tres singles dirigidos por DanTheMan, que son: "Mac 10 Handle", "New York Shit", and "Stuck on You".

## Lista de canciones
- Todas las canciones son producidas por The Alchemist. Salvo los temas #1 y #8 coproducidos por DJ Muro.

| #  | Título                                        | Samples                                                                                                   | Duración |
| -- | --------------------------------------------- | --- | -------- |
| 1  | "The Mac Is Back"                             | - "Kamen Rider" by Shunsuke Kikuchi - "The Start of Your Ending (41st Side)" by Mobb Deep                 | 1:53     |
| 2  | "Return of the Mac"                           | - "Blacula Strikes" by Gene Page - "Nothing to Lose" by Tupac Shakur                                      | 2:59     |
| 3  | "Stuck on You"                                | - "I'm Hooked on You" by Jeannie Reynolds                                                                 | 4:29     |
| 4  | "Mac 10 Handle"                               | - "Easin' In" by Edwin Starr                                                                              | 4:15     |
| 5  | "Down & Out in New York City"                 | - "Down and out in New York City" by James Brown                                                          | 0:32     |
| 6  | "The Rotten Apple"                            | - "Down and Out In New York City" by James Brown                                                          | 3:06     |
| 7  | "Madge Speaks" (feat. Majesty)                | | 1:16     |
| 8  | "Take It to the Top"                          | | 3:22     |
| 9  | "P. Speaks"                                   | - "The Start of Your Ending (41st Side)" by Mobb Deep - "Get in My Car" by 50 Cent                        | 1:05     |
| 10 | "7th Heaven" (feat. Un Pacino)                | | 2:44     |
| 11 | "Bang on 'Em"                                 | - "Do I Stand a Chance" by The Montclairs                                                                 | 3:39     |
| 12 | "Nickel and a Nail"                           | - "A Nickel and a Nail" by O.V. Wright                                                                    | 2:57     |
| 13 | "Legends"                                     | - "Touch Me Take Me" by Syreeta Wright - "Love Sounds" by Intimate Strangers                              | 3:58     |
| 14 | "Stop Fronting"                               | - "Playing Your Game Baby" by Barry White - "Cry Together" by The O'Jays - "In the Rain" by The Dramatics | 3:06     |
| 15 | "My Priorities"                               | | 3:24     |
| 16 | "That's That" (feat. The Alchemist and Havoc) | | 4:01     |
| 17 | "Last Words" (feat. Kokane)                   | | 2:41     |